# Joseph Rolette
Pour les articles homonymes, voir Rolette.
(Jean) Joseph Rolette (1781 - 1842) était un pionnier actif dans le commerce des fourrures et un spéculateur immobilier né à Québec au Canada. 

## Jeunesse
Il fréquente tout d'abord le séminaire Jésuite, se préparant à la prêtrise, mais abandonne ses études pour faire le commerce de la fourrure et part pour l'Ouest en 1805. 
Associé à des commerçants écossais de Montréal, Rolette pénètre dans la région du Haut Mississippi à une époque où le commerce de la fourrure est particulièrement lucratif. Il fait de Prairie du Chien sa base et en devient très vite l'un des habitants les plus riches.

## Guerre de 1812
Pendant la Guerre de 1812, Rolette, comme nombre de canadiens-français, soutient les Britanniques. Il participe à la prise de Fort Mackinac en 1812, et en 1814 il aide les Britanniques à recruter des Indiens pour attaquer Fort Shelby lors de la bataille de Prairie du Chien. D'un tempérament vif, Rolette était souvent en froid avec d'autres commerçants, avec les officiers britanniques et après 1816, avec le commandant de Fort Crawford. 
En 1811 Rolette et ses partenaires s'associent avec John Jacob Astor pour créer la South West Co., puis aux environs de rejoint la Astor's American Fur Co., dirigeant les opérations à Prairie du Chien jusqu'à l'arrivée de Hercules Louis Dousman en 1826.

## Homme d'affaires
Rolette est actif dans d'autres entreprises, ses grands canoës permettent le transport de biens et de voyageurs; en 1830 avec James H. Lockwood il reconstruit une scierie dans la Chippewa Valley et fait de gros investissement immobiliers à Prairie du Chien. 
Rolette n'est naturalisé américain qu'en 1823, mais il était déjà juge assesseur du Comté de Crawford en 1821. En 1830, il devient président du tribunal, mais n'occupe pas le poste très longtemps. Prodigalité, hypothèques, faillite de l' American Fur Co., et Panic of 1837  (la panique de 1837) contribuèrent à sa ruine, et c'est pauvre qu'il mourra en 1842.

## Sources et bibliographie
- W. H. C. Folsom, 50 Years in the N.W.; St. Paul; 1888.
- P. L. Scanlan, Prairie du Chien; Menasha, Wisconsin; 1937.
- www.wisconsinhistory.org